# Диффенбахия
Диффенба́хия (лат. Dieffenbachia) — род вечнозелёных растений семейства Ароидные (Araceae), распространённых в тропиках Южной и Северной Америки.
Для многих видов характерны крупные пёстрые удлинённо-овальные очерёдные листья, в связи с чем многие виды диффенбахии выращиваются как декоративно-лиственные комнатные растения, используется для озеленения интерьеров (культивируется уже в течение 150 лет). Диффенбахию можно считать неприхотливым растением, что не отменяет некоторых правил её содержания.
Род назван в честь Йозефа Диффенбаха (1796−1863), австрийского садовника, занимавшего должность старшего садовника Императорского ботанического сада во Дворце Шёнбрунн в Вене.

## Ботаническое описание
Для растений характерны толстые сочные стебли, несущие шапку из крупных пёстрых листьев. Точка роста обычно находится на верхушке побега, но некоторые виды способны куститься, при этом спящие почки могут пробуждаться как у основания побега, так и выше.
Растения достигают в высоту двух метров, при этом нижняя часть ствола постепенно оголяется, в результате чего растение теряет свою декоративность.
Соцветие, как и у других ароидных — початок. В комнатных условиях растение цветёт довольно редко.
Плод — ягода (обычно оранжево-красного цвета).

## Токсичность
Сок многих растений этого рода достаточно ядовит (вызывает дерматит) предположительно из-за наличия игольчато-острых кристалликов оксалата кальция и/или ферментов, поэтому не рекомендуется ставить растение в местах, доступных маленьким детям, домашним животным. Ожог горла, кожи — действия сильного яда диффенбахии. Раздражающее действие проявляется в течение десятков секунд, поэтому отравление может быть замечено не сразу, хотя обычно дети и животные вовремя перестают жевать растение из-за боли.
Работать с диффенбахией рекомендуется в перчатках, а после — мыть руки с мылом.

## Виды
Род насчитывает более 60 видов.
Некоторые виды:

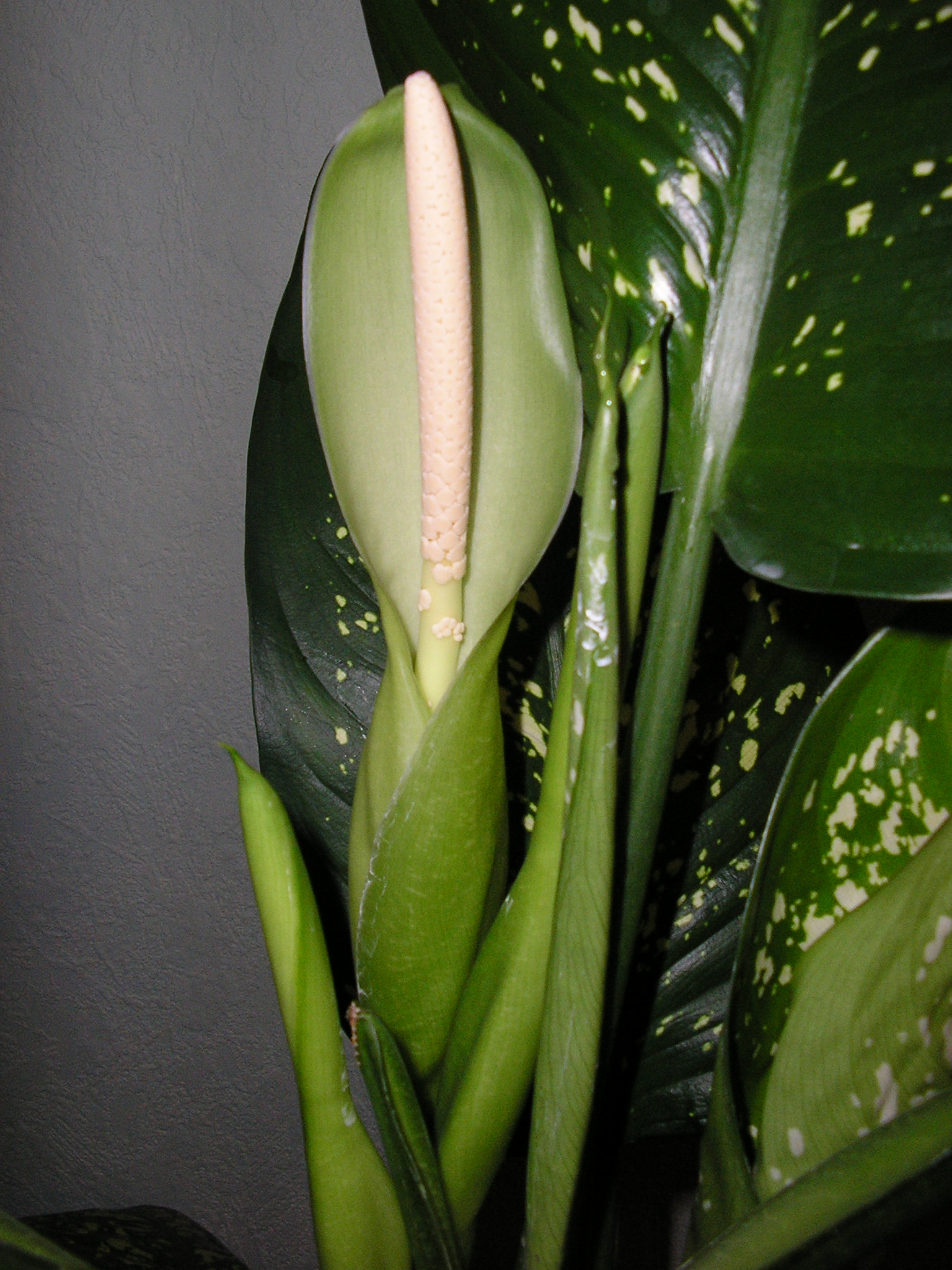
Dieffenbachia sp. с соцветием

- Dieffenbachia aglaonematifolia Engl.
- Dieffenbachia antioquensis Linden & André
- Dieffenbachia aurantiaca Engl.
- Dieffenbachia beachiana Croat & Grayum
- Dieffenbachia bowmannii Carrière
- Dieffenbachia brittonii Engl.
- Dieffenbachia cannifolia Engl.
- Dieffenbachia concinna Croat & Grayum
- Dieffenbachia copensis Croat
- Dieffenbachia cordata Engl.
- Dieffenbachia costata Klotzsch ex Schott
- Dieffenbachia crebripistillata Croat
- Dieffenbachia daguensis Engl.
- Dieffenbachia davidsei Croat & Grayum
- Dieffenbachia duidae (Steyerm.) G.S.Bunting
- Dieffenbachia elegans A.M.E.Jonker & Jonker
- Dieffenbachia enderi Engl.
- Dieffenbachia fortunensis Croat
- Dieffenbachia fosteri Croat
- Dieffenbachia fournieri N.E.Br.
- Dieffenbachia galdamesiae Croat
- Dieffenbachia gracilis Huber
- Dieffenbachia grayumiana Croat
- Dieffenbachia hammelii Croat & Grayum
- Dieffenbachia herthae Diels
- Dieffenbachia horichii Croat & Grayum
- Dieffenbachia humilis Poepp.
- Dieffenbachia imperialis Linden & André
- Dieffenbachia isthmia Croat
- Dieffenbachia killipii Croat
- Dieffenbachia leopoldii W.Bull
- Dieffenbachia longispatha Engl. & K.Krause
- Dieffenbachia lutheri Croat
- Dieffenbachia macrophylla Poepp.
- Dieffenbachia ×memoria-corsii Fenzl
- Dieffenbachia nitidipetiolata Croat & Grayum
- Dieffenbachia obliqua Poepp.
- Dieffenbachia obscurinervia Croat
- Dieffenbachia oerstedii Schott
- Dieffenbachia olbia L.Linden & Rodigas
- Dieffenbachia paludicola N.E.Br. ex Gleason
- Dieffenbachia panamensis Croat
- Dieffenbachia parlatorei Linden & André
- Dieffenbachia parvifolia Engl.
- Dieffenbachia pittieri Engl. & K.Krause
- Dieffenbachia seguine (Jacq.) Schott typus[1] — Диффенбахия Сегуина
  - [syn.  Dieffenbachia maculata (hort. Lodd.) D.Don — Диффенбахия пятнистая]
- Dieffenbachia standleyi Croat
- Dieffenbachia tonduzii Croat & Grayum
- Dieffenbachia weberbaueri Engl.
- Dieffenbachia weirii Berk.
- Dieffenbachia wendlandii Schott
- Dieffenbachia williamsii Croat

Некоторые виды, используемые в комнатном цветоводстве
- Dieffenbachia bausei Regel — Диффенбахия Баузе. Имеет овальные желтовато-зелёные листья длиной до 35 см. Рисунок листа, как правило, мраморный, с белыми точками.
- Dieffenbachia oerstedii Schott — Диффенбахия Эрстеда. Имеет овально-заострённые или вытянуто-сердцевидные листья длиной до 30−35 см, на которых выделяется центральная жилка. Окраска листа — чисто-зелёная, иногда с небольшими светлыми пятнами.
- Dieffenbachia seguine Schott — Диффенбахия Сегуина. Имеет широкую листовую пластинку — около 15−16 см при длине 40−50 см. На поверхности листа могут располагаться 9−12 боковых жилок.